# إليزابيث جيلمان
إليزابيث جيلمان (بالإنجليزية: Elisabeth Gilman)‏ هي مدافعة عن الحقوق المدنية أمريكية، ولدت في 25 ديسمبر 1867، وتوفيت في 14 ديسمبر 1950.